# 8時50分 (世にも奇妙な物語)
「8時50分」（はちじごじっぷん） は、1991年3月14日にフジテレビの『世にも奇妙な物語』内で放送されたストーリー。主演は桜田淳子。同回の作品に「歩く死体」「離れません」がある。

## ストーリー
（始めは音声のみのシーン）8時50分、一人の女の子・三木広美が誕生した。（その後写真を使って結婚までのシーンが展開される）
大学進学、一流企業就職、結婚と順風満帆に生きてきた広美。しかし、最近は、「この結婚は間違っていたのでは？」と思うようになってきた。夫・洋一との相性が悪いのでは？といぶかしむようになったのだ。
ある日、水晶占い師に相談したところ、「この先は悲惨である」と告げられる。それを回避するためには、「あなたが誕生した時間、8時50分きっかりに手を打たないとこの先は真っ暗である」という趣旨を告げられる。そこで広美は、自分の誕生日の8時50分に自宅で洋一を殺害し、海外へ逃亡する計画を立てる。計画では外のレストランで洋一と食事し、和やかなムードで帰宅。洋一が趣味の少女コミックを読んでいる背後から殺害し、海外へ逃亡する手筈だ。
ところが、誕生日当日、殺害計画を予定通りに実行できない。洋一は待ち合わせの時刻に来ず遅刻する。自宅に帰ろうとするがなぜか洋一はそれを邪魔するかのように振舞う。イライラし焦る広美。タクシーで自宅前に着いても、洋一はたくさんの小銭を路上に落としてしまいそれを拾うのに時間をかける始末。運命の時間が刻々と迫っているにもかかわらず、二人とも門前にいる。そして、ついに8時50分、自宅前で洋一を殺害する。
死んだ洋一を隠すために家に入る広美。居室に入った瞬間、クラッカーの音が。驚く広美。実は、洋一は広美の誕生日に際し、夫婦の知人を自宅に招きドッキリパーティーを企画していたのだった。次々に知人達が叫ぶ。
「誕生日おめでとうございます！」「旦那さんの海外赴任おめでとう！」
知人達の言葉を聴いて唖然とする広美。知人達のバースデーソングが響く中物語は終了する。

## キャスト
- 三木広美：桜田淳子
- 占い師：岸田今日子
- 三木洋一：でんでん
- 船戸健行
- 村上はるみ
- 志乃ゆう
- 高嶋信之
- エキストラ：鳳プロ

## スタッフ
- 脚本：小野沢美暁
- 監督・演出：新村良二

## その他
- 物語最初に結婚までの流れを写真で展開されるが、この写真は主役を演じる桜田淳子の写真を使用している。
- 物語放送当時（8時から8時55分）、現実の8時50分には主人公が居室に入る瞬間であり、実際の時間を意識した演出がなされていた。

## ノベライズ
- 世にも奇妙な物語7（1991年7月発売 太田出版）
ノベライズでは「八時四十五分」であり、占い師の代わりにホロスコープ占い師（男性）になっている。